# Кам'янський лісовий масив

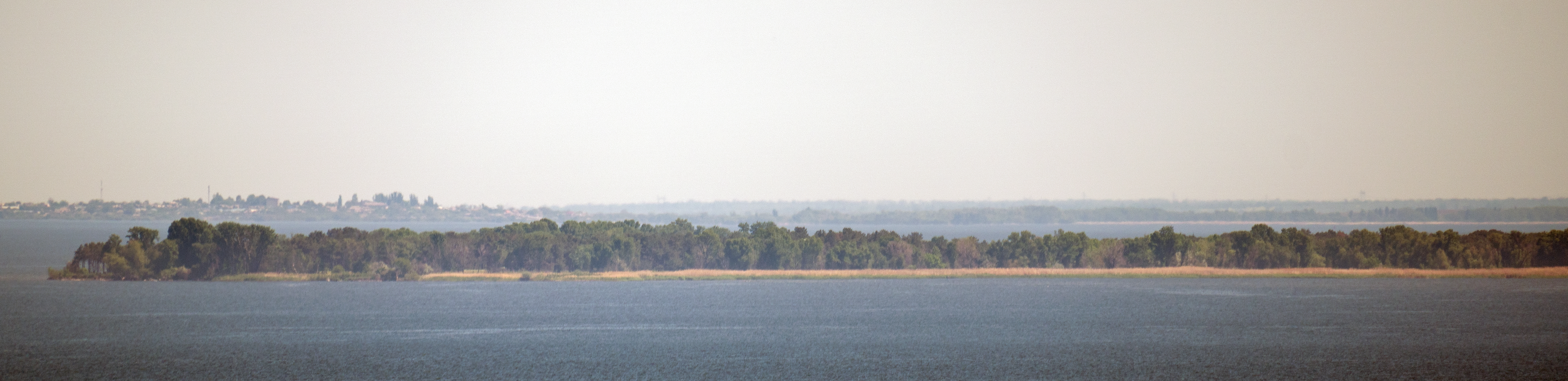

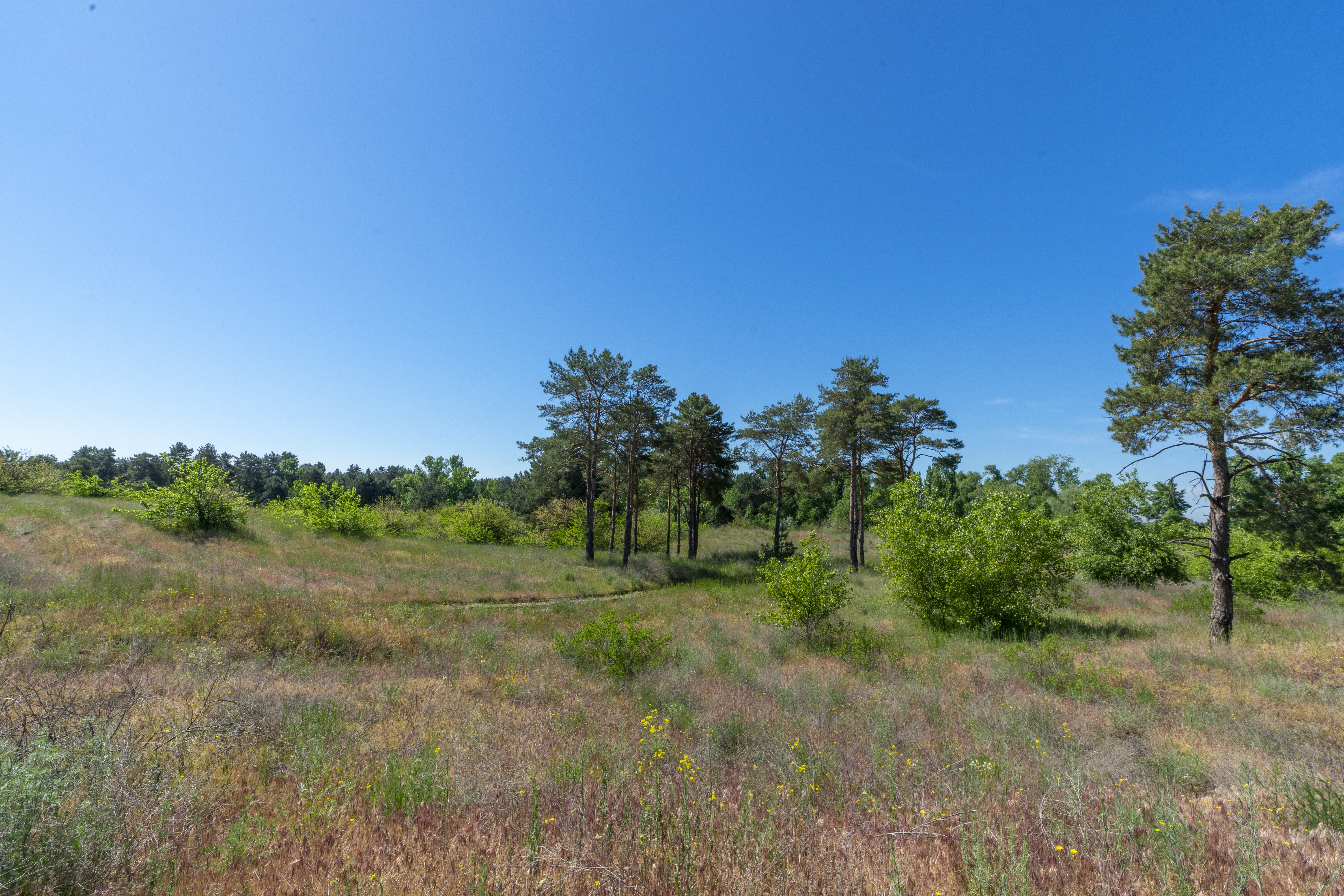

Кам'янський лісовий масив  — ландшафтний заказник місцевого значення в Україні. Розташований на території Василівського району Запорізької області, ДП «Кам'янсько-Дніпровське лісове господарство», Кам'янське лісництво, квартали: 3 (103 га), 4 (54 га), 5 (82 га).
Площа — 239 га, статус отриманий у 1998 році.